# The Godfather (MS-DOS)
The Godfather és un videojoc de shoot 'em up de desplaçament lateral publicat per U.S. Gold el 1991. La trama es basa en les tres pel·lícules de El Padrí. El joc té cinc nivells de joc que reflecteixen les ubicacions vistes al cinema, inclosos els carrers de Nova York, Miami, i el poble de Corleone a Sicília.
Va ser llançat per a diversos formats d'ordinador, inclòs per a Commodore Amiga, Atari ST i MS-DOS, amb la darrera versió en sis disquets.
La recepció crítica de la versió Amiga va ser mixta, que va del 40% al 95%. Amiga Computing va elogiar els seus gràfics (cinc de cinc estrelles), però va patir tant la seva jugabilitat com la seva addicció (una estrella cadascuna) i li va atorgar un 40% inferior a la mitjana global.

## Jugabilitat
The Godfather és un shooter de desplaçament lateral amb ocasionals seqüències d'acció de primera persona. L'objectiu del joc consisteix a arribar al final dels nivells mentre disparen gàngsters enemics al carrer. El jugador ha de tenir cura de no colpejar cap persona innocent, o el joc acabarà. Al final de tots els nivells, hi ha un cap, a més de breus minijocs que s'han de completar per continuar en el joc. L'últim nivell consisteix a retirar un helicòpter enemic mentre es protegeix a Michael Corleone.